# Заречный (Зерноградский район)
Заре́чный — хутор в Зерноградском районе Ростовской области России.
Входит в состав Гуляй-Борисовского сельского поселения.

## География
Хутор расположен на левом берегу реки Куго-Еи, напротив впадения в неё реки Терновой.
На хуторе имеется одна улица: Луговая.

## Население
| 2010 |
| ---- |
| 78   |